# Hasret
Hasret ist ein türkischer (überwiegend) weiblicher und männlicher Vorname arabischer Herkunft mit der Bedeutung „Sehnsucht“.

## Namensträger
- Hasret Aygün, türkische Sängerin
- Hasret Gültekin (1971–1993), kurdisch-alevitischer Musiker
- Hasret Kayikçi (* 1991), deutsch-türkische Fußballspielerin